# Piërius Winsemius
Piërius Winsemius (født 1586 i Leeuwarden, død 2 november 1644 i Franeker) var en nederlandsk jurist, historiker og professor.
Efter skiftende studier i hjemlandet og i Tyskland samt rejser i Sverige og i Frankrig, hvor Winsemius i 1611 blev juris doktor i Caen, blev han i 1616 udnævnt til provinsen Frieslands historiograf og blev i 1636 professor i veltalenhed og historie ved universitetet i Franeker.
Winsemius frisiske krønike, som går frem til 1622, er et for sin tid udmærket arbejde. Som latinsk veltaler var han berømt; bland hans orationer bemærkes en Panegyricus over Gustav II Adolf (udgivet i Amsterdam i 1632 og medtaget i den af Johan Krus 1637 i Leiden redigerede samling af taler over Gustav II Adolf) samt endnu en Panegyricus in memoriam Gustavi Adolphi (Franeker, 1633). Han havde en ikke ringe betydning for svenskernes studier i Holland.

## Forfatterskab

### Politik
- De statu unitarum provinciarum oratio. Ljouwert, 1618.
- Ius regum Hispaniae in Provincias Belgicas. Frjentsjer, 1621.
- Verhael van het recht des conincks van Hispanien op de Nederlanden. Frjentsjer, 1621.

### Historie
- Chronique ofte historische geschiedenisse van Vrieslant, beginnende vanden jaere nae des werelds scheppinghe 3635, ende loopende tot den jare nae de gheboorte Christi 1622 (1622)
- Historiarum ab excessu Caroli van Caesaris, sive rerum sub Philippo II, per Frisiam gestarum libri septem 2 boeken (1629)
- Boeken III en IV (1633)
- Te zamen in zeven boeken (1646)

### Poesisamlinger
- Amores. . Frjentsjer, 1631.
- Sirius. Frjentsjer, 1638.